# カリシュの法令

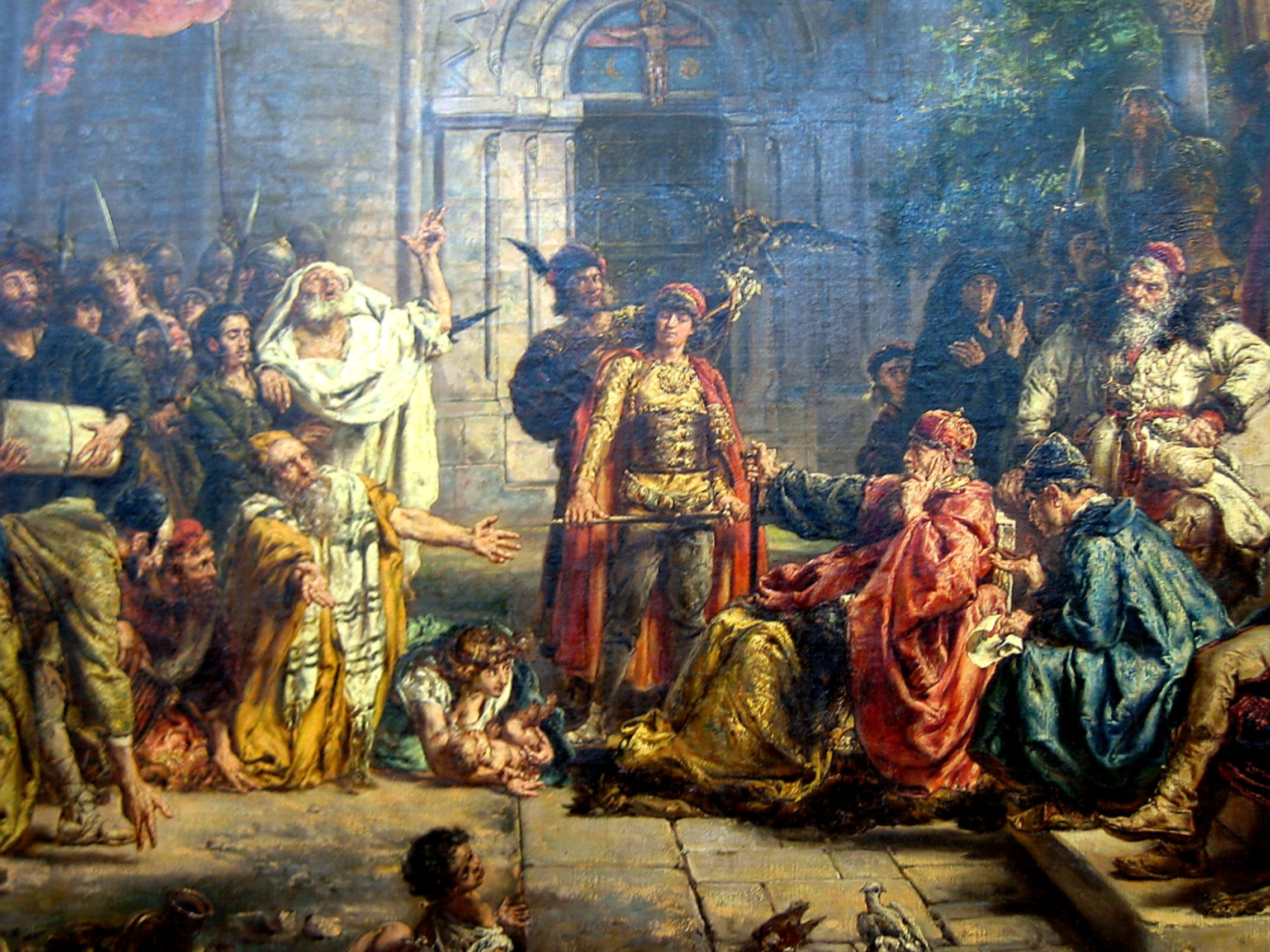
安住の地を求めてポーランドにやってきたユダヤ人の集団（1096年）を暖かく迎え、国内定住の許可を与えるポーランド公ヴワディスワフ1世ヘルマン（公の座に掛けている、冠と杖と赤マントの人物）とその一人息子で父から二代後にポーランド公となる、当時11歳のボレスワフ3世クシヴォウスティ（中央の、両手で杖を持って立っている、冠と赤マントの少年）、そして公の許可に全身で喜びと神への感謝を示すユダヤ人たち

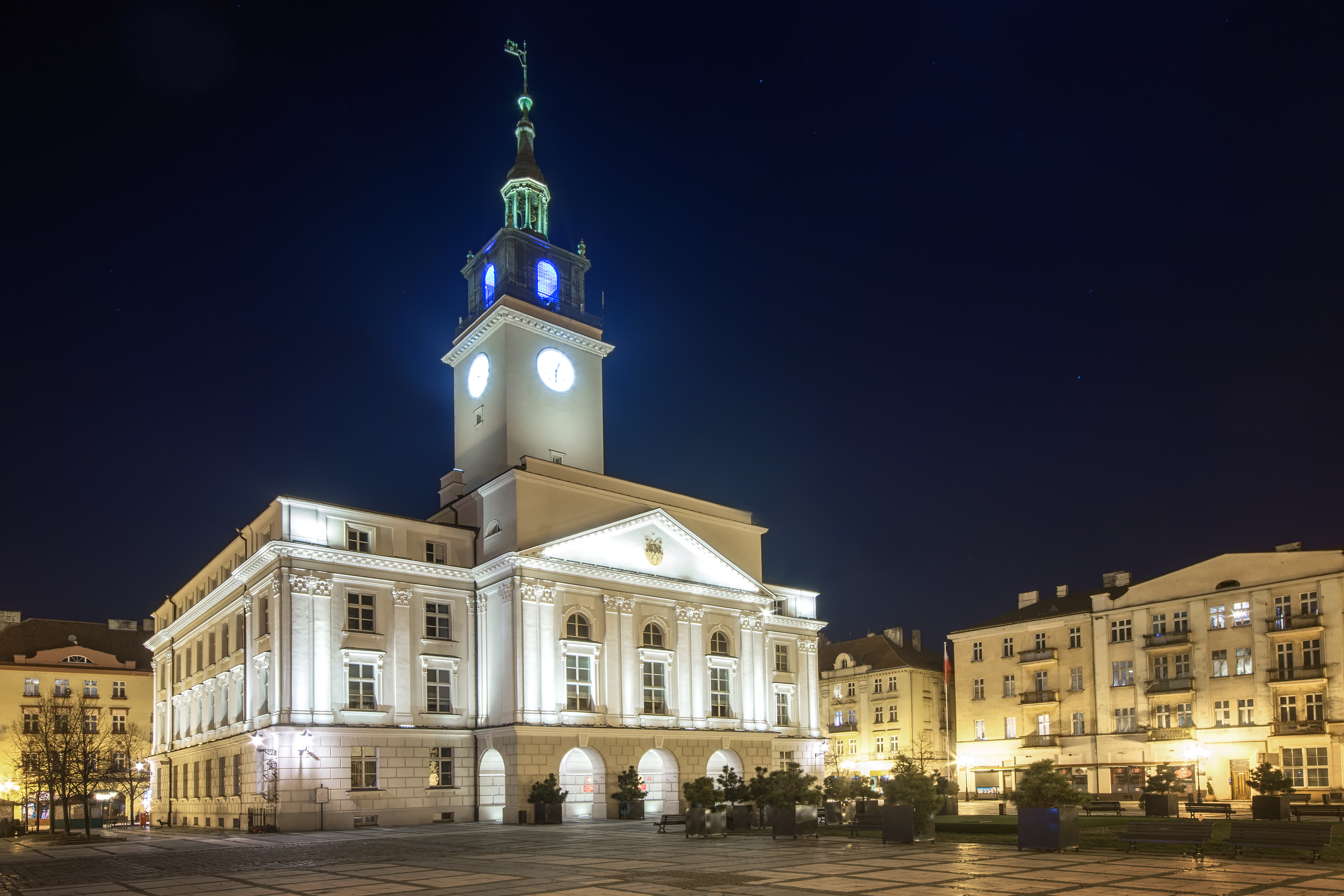
カリシュ市庁舎と中央市場広場
（14-15世紀初頭にかけて建設）

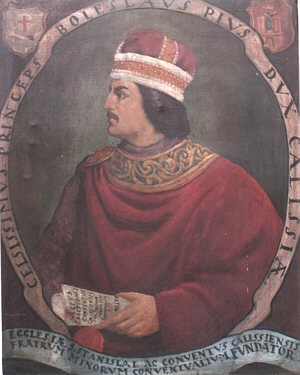
ボレスワフ敬虔公

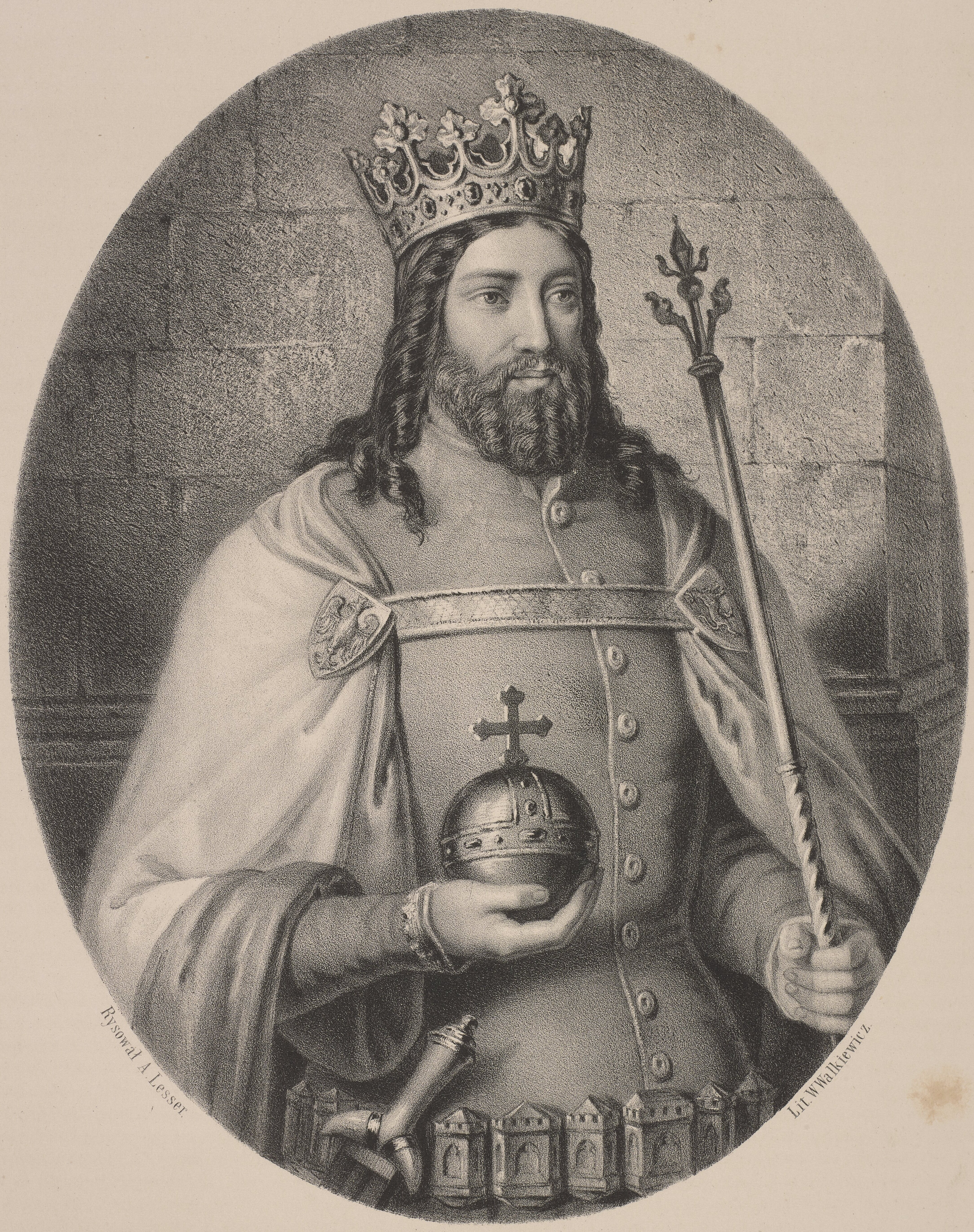
カジミェシュ3世大王

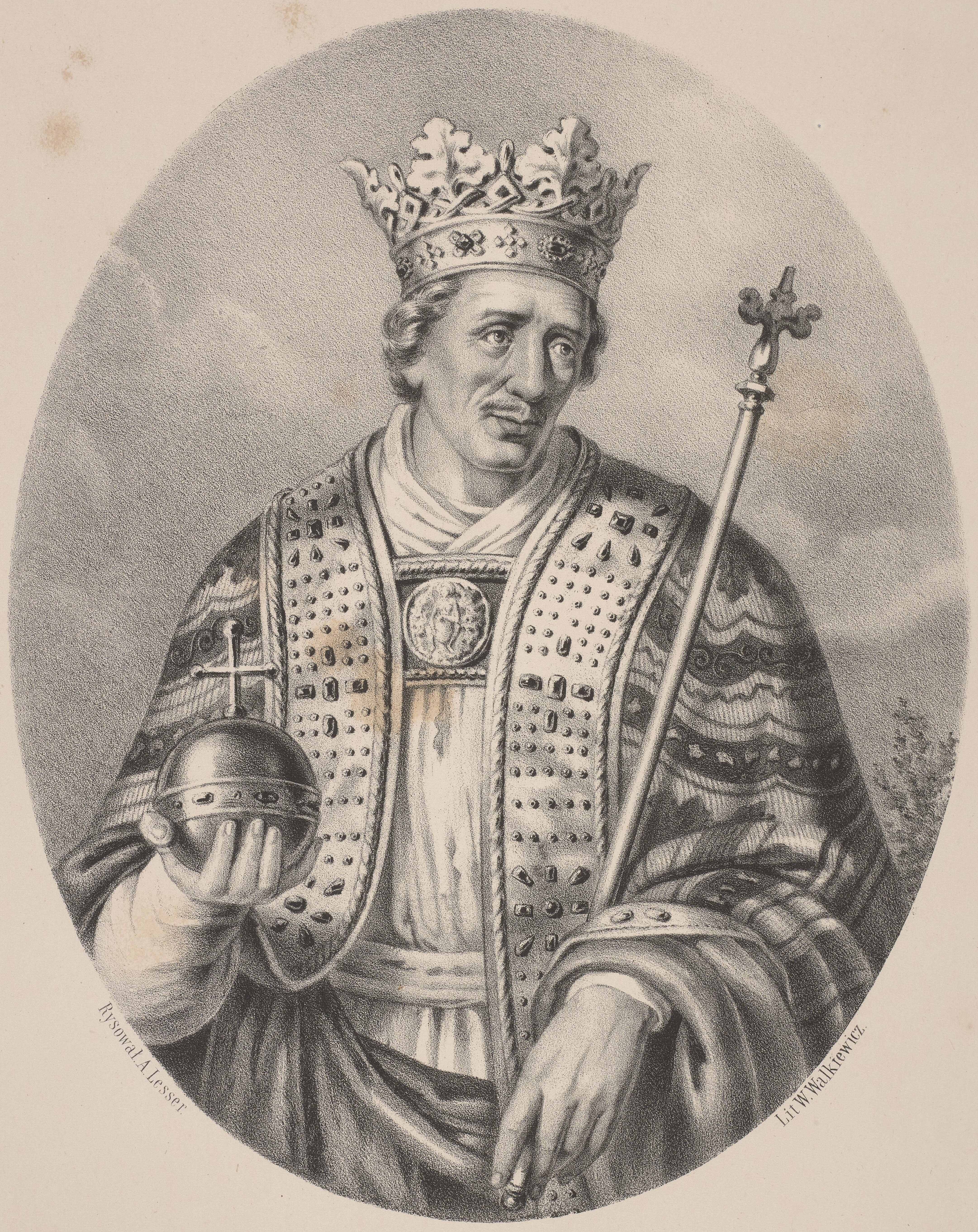
カジミェシュ4世

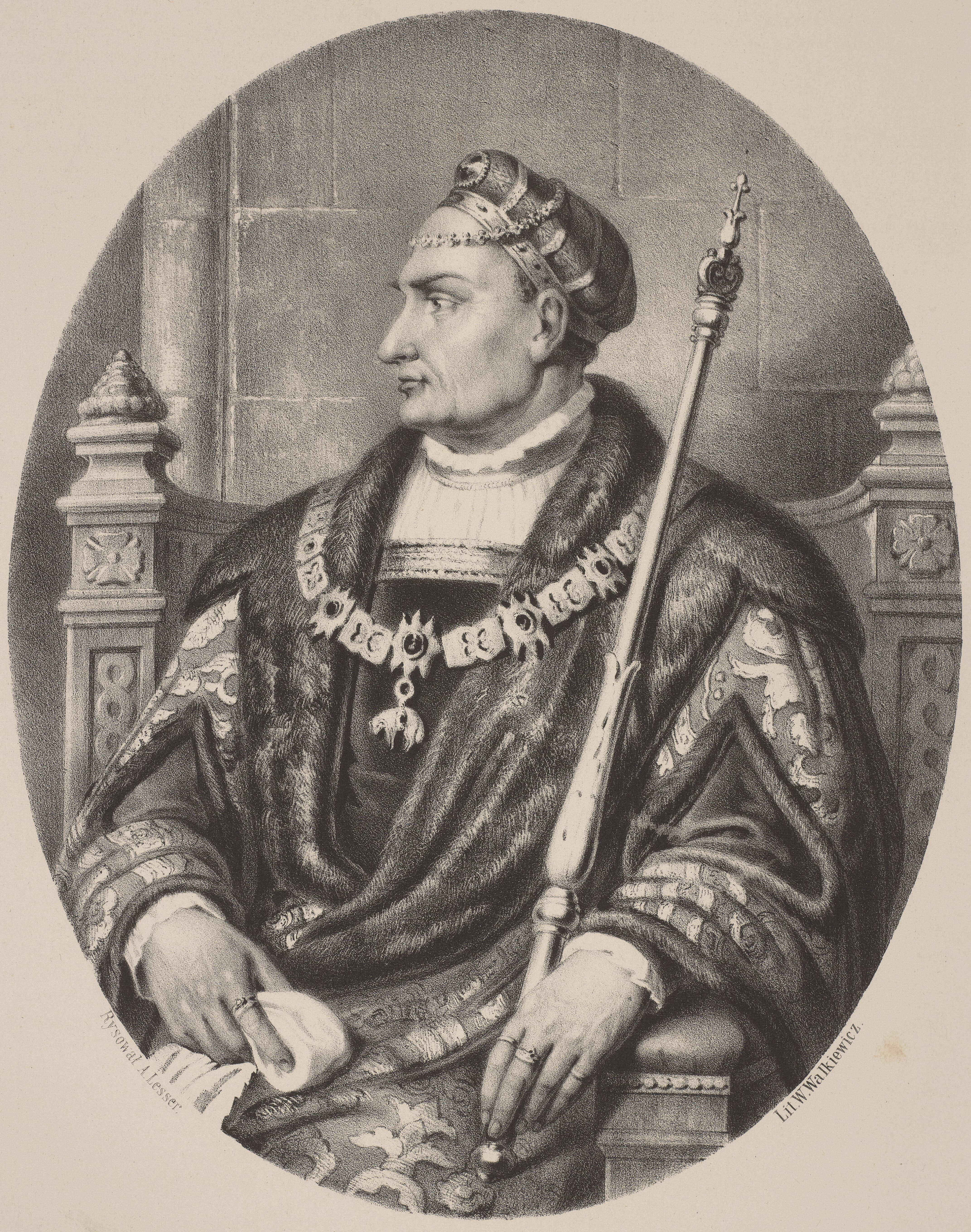
ジグムント1世老王

「ユダヤ人の自由に関する一般憲章」（一般的には「カリシュ法」（Statut kaliski）として知られる。）は、1264年9月8日、カリシュにおいて大ポーランドのボレスワフ敬虔公によって発布された憲章。この憲章はポーランドのユダヤ人の法的地位の根拠となり、これによって「国民内国民」とも言えるようなイディッシュ語話者による自治組織が創始された。この憲章は1795年の第3次ポーランド分割まで存続した。この憲章によってユダヤ人に関する事案はユダヤ人の裁判所のみが取り扱うことになり、ユダヤ人とキリスト教徒が関わる事案については別個に独立した法廷で取り扱うことになった。この法令は同時に、ユダヤ人の安全と個人の自由を保障しており、これによりポーランドのユダヤ人たちは安心して自分たちの信仰を守り、商売を行い、旅行をすることができた。カリシュの法令は1334年にカジミェシュ3世大王、1453年にカジミェシュ4世王、1539年にジグムント1世王によって、それぞれ改めて承認されている。

## 概要
以下は、全部で64の章から構成されるカリシュの法令を抜粋し要約したものである：
1. いかなる件であっても、キリスト教徒がユダヤ人を犯罪で告発したい場合は、2人の信頼に足るキリスト教徒と2人の信頼に足るユダヤ人による証言を必要とし、さもなくば告発は受理されない。
2. もしキリスト教徒が、有価証券で示される彼の資産をユダヤ人が本人にことわりもなく勝手に抵当に入れたのにそれをユダヤ人が否定していると主張し告訴する場合、キリスト教徒がユダヤ人の行う誓言さえも拒否するならば、ユダヤ人は訴えにあるような事実はないという宣誓を行うことによって、キリスト教徒の告訴から解放される。（訳注：虚偽の宣誓は時に死刑に値するような重罪となる）
7. ユダヤ人とキリスト教徒が暴力による喧嘩を行った場合、ユダヤ人自治組織の高官ないしその代理人のみがこれを裁き、市の裁判官も領事も、あるいは他の如何なる者もこの件を裁くことはできない。また、法廷にはユダヤ人が参加する。
12. キリスト教徒とユダヤ人の間の口論が嵩じてキリスト教徒がユダヤ人に怪我を負わせた場合、顎や指の怪我には5マルク（ポーランド・マルカ）、ひどい痣ができた怪我には10マルク、ひどい流血を伴う怪我には所有する動産と不動産の半分を、慰謝料としてユダヤ人に支払う。
13. キリスト教徒がユダヤ人を殺害した場合は「頭には頭を」の原則による死刑が適用される。
16. ユダヤ人がキリスト教徒の家を訪れた場合、キリスト教徒はそのユダヤ人を意図的に妨害したり、不便をかけたり、困らせたりしてはならない。
17. ユダヤ人は我々の領土内であれば都市から都市、地方から地方への移動は徒歩であろうと乗り物によるものであろうと一切の障害なく自由で安全に行うことが、それぞれの都市や地方の法令に沿って保障される。さらに、我々の領土内のユダヤ人は、都市から都市、地方から地方へ、商品・財産など彼が所有したり売買したり交換したりするものを、一切の障害なく自由で安全に運ぶことが保障される。ユダヤ人は都市の内部に、一切の障害なく自由で安全に、かつ期間についても自らの都合に応じて自由に、滞在することができる。その際に都市や町に支払う税や公共料金の額は、キリスト教徒が支払う金額とまったく同じであり、その他に当局に対して特別の支払い義務は生じない。
20. ユダヤ人が我々の領土のうちに宿屋を所有・経営する場合、どの都市や町であっても、彼らは羊や牛を屠りその肉を業務に使用してよい。それらの肉のうちユダヤ人の習慣等に合わないものがあれば、ユダヤ人は自ら適当と思われる方法でそれを他に販売してよい。
22. キリスト教徒がシナゴーグを嘲るという軽率かつ不敬な言動を行った場合、そのキリスト教徒は罰金として当局に2タラント（約50kg）のコショウを支払う。
29. 種々の法令を読まないかあるいは読んでも留意しないキリスト教徒が物品を求めてユダヤ人の家に押し入った場合、そのようなキリスト教徒は一般的な盗賊ないし強盗とみなされる。
30. いかなる事案であっても、またいかなる召喚命令によっても、キリスト教徒はユダヤ人をキリスト教徒が開く法廷に召喚してはならない。ユダヤ人はキリスト教徒の法廷で判事の前で何らの証言もしてはならない。そのかわり該当するユダヤ人は、この事案の処理のために特別に任命される高官の前に出頭する。その高官は、ユダヤ人を弁護し、かつキリスト教徒の法廷からの召喚に対してそのユダヤ人が応ずることを禁じる。
39. ユダヤ人がキリスト教徒によって、キリスト教徒の血ないしキリスト教会の備品をユダヤ教の儀式のために使用したとして起訴された場合、この行為は教皇インノケンティウスの法令では咎めるべきことではないとされるが、ポーランドの法律では違法行為であり、もし告発したのがキリスト教徒である場合は、このキリスト教徒は告発内容を証明するために、我々の領土の内に居住する3人の信頼に足るユダヤ人の有産者と4人のキリスト教徒を証人として立てなければならない。これら証人たちの証言によってユダヤ人の有罪が確定した場合、このユダヤ人は死刑に処される。反対に告発者のキリスト教徒がユダヤ人の違法行為を立証できなかった場合、このキリスト教徒は犯罪に問われる。

## 展覧会
1920年代、ユダヤ系ポーランド人の芸術家で社会運動家のアルトゥール・シック（Artur Szyk、1894-1951）は45枚のガッシュ水彩画でカリシュの法令のミニチュア版を彩飾した。また、カリシュの法令はラテン語で書かれたものであったが、シックはこれをポーランド語、ヘブライ語、イディッシュ語、イタリア語、ドイツ語、英語、スペイン語に翻訳した。シックのミニチュア版は1929年にウッチ、ワルシャワ、クラクフ、カリシュなどポーランド全国で巡回展示された。ポーランド政府の公的支援により、シックのミニチュア版の展覧会が1931年にイタリアのジェノヴァで、 1932年にポーランド国内の14都市で、1933年にイギリスのロンドンで、1940年にカナダのトロントで、1941年にアメリカのニューヨークで開催された。ポーランド政府の支援による外にも、1944年、1952年、1974-75年にニューヨークで展覧会が開催されている。1932年にパリのÉditions de la Table Rode de Parisからは、コレクター向け限定豪華本として500部が出版されている。シックの原画は現在、 ニューヨークのユダヤ博物館に収蔵されている。